# 丁愷蒂
丁愷蒂（1982年6月8日—）是一名藝人，曾與徐若瑄、南南見狂也（南原清隆）及天山（天野博之）等人組成黑色餅乾團體，是該團體在上海徵選出來的第四名團員。

## 生平
1999年至今一直在日本娱乐圈发展，黑色饼干组合成员，出过4张唱片，并主持多档娱乐节目、出演过多部电影和电视剧。因为公司对她的形象定义是清纯可爱，所以至今为止，她还没有献出银幕或者舞台上的初吻。Keddy自言是个100%相信缘份的女孩子，她认为自己将来的感情生活是这样的：不一定两个人某一方面特别多(物质或者感情)，平均一下会很幸福。

## 演出

### 電影
- ナトゥ（1999年）
- ナトゥ 踊る!ニンジャ伝説（2000年）

### 綜藝節目
- 音乐物语 in Japan 2006 Summer（2006年、上海外语频道）
- 音乐物语 in Japan 2009 Spring（2009年、上海外语频道）
- 音乐物语 in Japan 2009 Summer（2009年、上海外语频道）
- 东京时尚（2010年3月2日 - 、上海星尚頻道）

## 作品

### 音樂專輯
| 專輯資訊                             |
| ------------------------------------ |
| Life - 發行日期：1999年 06月（日本） |

### 單曲
| 單曲資訊                                |
| --------------------------------------- |
| Bye Bye - 發行日期：1999年 06月（日本） |